# (34865) 2001 TH116
2001 TH116 (asteroide 34865) é um asteroide da cintura principal. Possui uma excentricidade de 0.10860310 e uma inclinação de 14.55282º.
Este asteroide foi descoberto no dia 14 de outubro de 2001 por LINEAR em Socorro.